# Туба Бујукустун
Туба Бујукустун (тур. Tuba Büyüküstün; 5. јул 1982, Истанбул) турска је глумица.

## Каријера
Рођена је у Истанбулу, где се школовала и започела глумачку каријеру. Завршила је средњу школу Догуш, а на универзитету Мимар Синан студирала је сценографију и костимографију.
Дебитовала је 2003. године улогом у ТВ серији Султан Маками. Исте године остварила је главну улогу у филму Гулизар. Након тога глумила је у филму Бабам и Оглум. Била је звезда отварања Међународног филмског фестивала у Каиру децембра 2010. године.

## Приватно
Била је у вези три године сниматељем Самијем Саиданом. Удала се за глумца Онура Саилака 2011. године. Има две кћерке близнакиње. Развела се од Саилака 2017. године.

## Филмографија
| Улоге Тубе Бујукустун |                  |               |                     |          |
| Година                | Српски назив     | Изворни назив | Улога               | Напомена |
| 2007—2009.            | Аси              |               | Асије Аси Козџуоглу |          |
| 2010—2011.            | Рањено срце      |               | Хасрет              |          |
| 2013.                 | 20 минута        |               | Мелек Халаскар      |          |
| 2016—2017.            | Љубав из освете  |               | Сухан               |          |
| 2021.                 | Амбасадорова кћи |               | Мави                |          |